# Jekaterina Fesenko-Grun
Jekaterina Aleksejevna Fesenko-Grun (ryska: Екатерна Алексеевна Фесенко), född 10 augusti 1958 i Krasnodar (Ryska SFSR), är en rysk före detta friidrottare. Under 1980-talet tävlade hon för Sovjetunionen.
Fesenko-Grun är mest känd för att hon vid det första världsmästerskapet 1983 i Helsingfors vann guld i 400 meter häck. Hon vann samma år guld vid universiaden i både 400 meter häck och i stafett 4 x 400 meter.